# Enicospilus waui
Enicospilus waui là một loài tò vò trong họ Ichneumonidae.